# Alaska Johansson
Alaska Johansson ist ein deutscher Psychothriller aus dem Jahr 2013. Regie führte Achim von Borries. In den Hauptrollen sind Alina Levshin, Sebastian Schipper, Sibylle Canonica, Stipe Erceg, Alexander Held, Fritz Roth und Stefan Bissmeier zu sehen. Das Drehbuch hat Sascha Arango verfasst. Seine Fernsehpremiere hatte der Film am 16. Oktober 2013 in der ARD. Die Dreharbeiten fanden vom 4. Juni bis 7. Juli 2012 in Frankfurt am Main, Bad Homburg vor der Höhe und im Dezember 2012 Finse in Norwegen statt.

## Handlung
Die Headhunterin Alaska Johansson gilt als eine der Besten in ihrem Unternehmen. Die Kollegen schenken ihr eine Weltreise, der Chef ermuntert sie, einige Monate auszuspannen. Johansson wirkt kühl und gewissenhaft. Sie ist vorzüglich gekleidet und hat einen makellosen Körper. Doch ihre scheinbar perfekte Welt bekommt Risse. Der Chef beendet seine Affäre mit Johansson – aus Angst vor seiner Frau.
Alaska fährt nach Hause. Beim Duschen wäscht sie sich zwanghaft. Jede benutzte Wäsche wirft sie nach einmaligem Tragen in den Müll. Zunächst geht sie scheinbar ihren Alltagsverrichtungen in der neuen, unfertig eingerichteten Wohnung nach. Dann aber mischt sie sich einen Cocktail mit jeder Menge Tabletten. Als sie gerade zum Trinken ansetzen will, klopft es an ihrer Tür. Dort steht ein Kind, das nach Süßigkeiten fragt. Es trägt ein weißes Laken mit Augenschlitzen. Das als Gespenst verkleidete Kind saust durch die Wohnung und möchte den Giftcocktail trinken, woran Alaska es hindert. Plötzlich verschwindet es spurlos. Alaska sieht es in der Nachbarwohnung und klingelt dort, um eine Schachtel mit Pralinen für die vermeintliche Tochter des dort neu eingezogenen Nachbarn abzugeben. Der Nachbar jedoch hat keine Tochter, er lebt allein. Später hört Alaska aus dem Wagen ihres Nachbarn die Hilferufe desselben Kindes. Es scheint von innen gegen die Wagenwände zu treten. Als sie den Nachbarn dazu drängt, den Wagen zu öffnen, ist das Kind erneut verschwunden. Alaska beschließt, die Polizei zu rufen.
Am nächsten Tag setzt sich Alaska in ihr Auto, um sich mit ihrem Chef zu versöhnen. An einer Ampel fährt ihr Wagen plötzlich von selbst los und kommt erst durch einen schweren Unfall wieder zum Stehen. Alaska wird ins Krankenhaus gebracht. Der behandelnde Arzt betrachtet die Röntgenbilder und macht eine verstörende Entdeckung: Ihr Körper ist mit zahlreichen Klammern und Schrauben durchsetzt, was auf viele chirurgische Eingriffe schließen lässt. Sie war einst als missgestaltetes Mädchen auf die Welt gekommen und ihr Vater, ein berühmter Schönheitschirurg, formte sie zu einer nun attraktiven Frau.
Bei einer vornehmen Party in der elterlichen Villa erscheint ihr wieder das Kind-Gespenst. Alaska schafft es, das Laken vom Kopf des Kindes zu ziehen, und erkennt ihr altes „hässliches“ Ich wieder, doch Alaska wird sofort mit einer Spritze ruhiggestellt. Sie erwacht in der Psychiatrie, sieht immer noch ihr altes Ich im Zimmer stehen – das sonst niemand sehen kann. Der „Nachbar“ arbeitet als Pfleger in dem Krankenhaus, der behandelnde Arzt bei ihrem Unfall ebenfalls, er ist nun ihr Psychiater. Alaska begeht Selbstmord. In der Schlussszene sieht man Alaska und ihr kindliches Ich in der Schneewüste Alaskas und beide umarmen sich.

## Hintergrund
Die Dreharbeiten fanden vom 4. Juni bis 7. Juli 2012 in Frankfurt am Main, Bad Homburg vor der Höhe und im Dezember 2012 Finse in Norwegen statt. Bei der Produktion kamen zwei Arri Alexa als Kameras zum Einsatz.

## Kritik
„Natürlich ist das kein Dokumentarfilm, natürlich ist das Kunst, ein Seelenporträt. Das ist herausragend gespielt, fabelhaft gefilmt, rätselhaft, verrückt, bedrückend und schön.“

„Levshin verkörpert die Titelfigur mit einer Anmutung, die im Wortsinne zu schön ist, um wahr zu sein. Als Frankensteins Tochter, die mit Phantasie gegen die Unterdrückung ihres Schöpfers aufbegehrt, weiß sie den Zuschauer nachhaltig zu verstören. Großes, krankes, formgewaltiges Fernsehen.“

„Sascha Arango erzählt in seinem Film von den Begriffen Künstlichkeit und Täuschung – in Handlung, Figuren, Kulisse und Maske wird das durchgespielt. Mit welcher Konsequenz Arango das macht, ist sehr ungewöhnlich für einen deutschen Fernsehfilm; man fühlt sich eher wie in einer spätromantischen Gruselnovelle.“

## Auszeichnungen
- Nominierung für den Grimme-Preis 2014[4]
- Nominierung für den Hessischen Fernsehpreis 2013 in der Kategorie „Beste Schauspielerin“ an Alina Levshin[5]